# Herqueville (Manche)
Pour les articles homonymes, voir Herqueville.
Cet article possède un paronyme, voir Heuqueville.
Herqueville est une ancienne commune française du département de la Manche et de la région Normandie, peuplée de 145 habitants. Depuis le 1er janvier 2017, elle fait partie de la nouvelle commune de La Hague et a le statut de commune déléguée.

## Géographie

### Localisation
Les communes limitrophes sont Omonville-la-Petite, Beaumont-Hague, Digulleville et Jobourg.

## Toponymie
Le nom de la localité est attesté sous les formes Herguevilla vers 1165, Herquevilla vers 1190, Hergueville au XVe siècle,.
Il s'agit d'une formation toponymique médiévale en -ville au sens ancien de « domaine rural », dont le premier élément Herque- représente un anthroponyme,, conformément au cas général.
François de Beaurepaire remet en cause l'identification de Helgevilla à Herqueville établie par différents toponymistes. Il n'explique pas le premier élément Herque- dont la forme primitive alterne avec Hergue-. Il fait cependant un rapprochement avec celui qui figure dans Herquemoulin (lieu-dit à Beaumont-Hague, Herquemoulin 1260), Herquetot (hameau à Vasteville, Herquetot 1417), ainsi que Herqueville (Eure, Harquevilla 1308, sans forme plus ancienne) et le considère comme obscur, peut-être anglo-scandinave. Ernest Nègre propose le nom de personne de type francique Harigari, cité sous la forme évoluée et latinisée Herigerius. Ainsi explique-t-il la forme initiale en Hergue-, qui selon lui aurait subi par la suite l'influence du nom de personne germanique Hairicus (forme évoluée et latinisée de Hariko) pour aboutir à Herque-. René Lepelley propose directement Hericus, comme il l'a fait pour Herqueville dans l'Eure.
Par ailleurs, les deux Herqueville, ainsi que Herquetot (composé avec le vieux norrois topt, toft) et Herquemoulin se situent dans l'aire de diffusion de la toponymie scandinave en Normandie, nulle part ailleurs, semble-t-il. Il existe un anthroponyme vieux norrois bien attesté Hárekr,, ce nom [?] est mentionné par exemple dans une saga de Saint Olaf sous la forme déclinée Hareki au datif / accusatif. En outre, l'ancien norrois connaît également le type Hergeirr, latinisé en Herigarius.

## Histoire

### Préhistoire
L'érosion des dépôts quaternaires a mis au jour un petit gisement néolithique. Les fouilles réalisées de 1967 à 1969 sur une petite surface ont permis la reconnaissance d'une fosse et d'un niveau en place riches en vestiges XVIIIe siècle. Le réexamen de la série restée inédite montre que l'ensemble, peu abondant, comporte une coupe à socle décorée dans le style d'Er Lannic à laquelle sont associées des flèches tranchantes, un couteau à dos de même que des tessons décorés de boutons au repoussé et de cannelures. Ce site peut être rattaché au tout début du Néolithique moyen II.

### Temps modernes
En 1567, Jacques Le Fillastre, écuyer, est taxé pour un fief assis aux paroisses de Beaumont et Herqueville, de 10 livres, dans le rôle des nobles et roturiers, au titre du ban et de l'arrière ban de la vicomté de Coutances, réalisé par Gilles Dancel, seigneur d'Audouville, lieutenant général du bailli de Cotentin, tenu à Coutances les 20-22 octobre. Le fief de Herqueville Beaumont, huitième de fief de haubert, était tenu du roi sous la vicomté de Valognes.d
Les Jallot, Pierre († 1589) écuyer, Jean (XVIe siècle), Pierre (c. 1644-1716) corsaire et officier de marine et Pierre-Guillaume (XVIIe siècle), mousquetaire et bâtisseur de l'hôtel de Beaumont à Valognes furent seigneurs de Beaumont et d'Herqueville.

## Politique et administration

### Liste des maires
| Période                                  | Période                | Identité               | Étiquette | Qualité                                                 |
| ---------------------------------------- | ---------------------- | ---------------------- | --------- | ------------------------------------------------------- |
| Les données manquantes sont à compléter. |                        |                        |           |                                                         |
| 1896                                     | 1898                   | François Leboulenger   |           |                                                         |
| 1898                                     | 1904                   | François Lenepveu      |           |                                                         |
| 1904                                     | 1906                   | Charles Lenepveu       |           |                                                         |
| 1906                                     | 1908                   | François Lenepveu      |           |                                                         |
| 1908                                     | 1912                   | Hyacinthe Fortin       |           |                                                         |
| 1912                                     | 1922                   | Auguste Leboullenger   |           |                                                         |
| 1922                                     |                        | Albert Lenepveu        |           |                                                         |
| 1924                                     | mars 1965              | Louis Paris            |           |                                                         |
| mars 1965                                | mars 1977              | Albert Leboullenger    |           |                                                         |
| mars 1977                                | juin 1995              | Jean-Pierre Villeneuve |           | Métreur vérificateur en bâtiment                        |
| juin 1995                                | avril 2012 (démission) | Dominique Avoine       |           | Technicien DCNS 1er vice-président de la CC de la Hague |
| avril 2012                               | décembre 2016          | Martial Maignan        | SE        | Retraité                                                |

Le conseil municipal était composé de onze membres dont le maire et deux adjoints.
| Période      | Période      | Identité        | Étiquette | Qualité                |
| ------------ | ------------ | --------------- | --------- | ---------------------- |
| janvier 2017 | juillet 2020 | Martial Maignan | SE        | Retraité               |
| juillet 2020 | En cours     | Pauline Bedel   |           | Conductrice de travaux |

## Population et société
Les habitants de la commune sont appelés les Herquevillais.

### Démographie
L'évolution du nombre d'habitants est connue à travers les recensements de la population effectués dans la commune depuis 1793. À partir du 1er janvier 2009, les populations légales des communes sont publiées annuellement dans le cadre d'un recensement qui repose désormais sur une collecte d'information annuelle, concernant successivement tous les territoires communaux au cours d'une période de cinq ans. 
Pour les communes de moins de 10 000 habitants, une enquête de recensement portant sur toute la population est réalisée tous les cinq ans, les populations légales des années intermédiaires étant quant à elles estimées par interpolation ou extrapolation. Pour la commune, le premier recensement exhaustif entrant dans le cadre du nouveau dispositif a été réalisé en 2004,.
En 2021, la commune comptait 145 habitants, en évolution de −8,81 % par rapport à 2015 (Manche : +0,44 %, France hors Mayotte : +2,49 %).
| 1793 | 1800 | 1806 | 1821 | 1831 | 1836 | 1841 | 1846 | 1851 |
| ---- | ---- | ---- | ---- | ---- | ---- | ---- | ---- | ---- |
| 218  | 220  | 271  | 301  | 316  | 280  | 259  | 252  | 246  |

| 1856 | 1861 | 1866 | 1872 | 1876 | 1881 | 1886 | 1891 | 1896 |
| ---- | ---- | ---- | ---- | ---- | ---- | ---- | ---- | ---- |
| 227  | 228  | 216  | 212  | 208  | 198  | 181  | 174  | 158  |

| 1901 | 1906 | 1911 | 1921 | 1926 | 1931 | 1936 | 1946 | 1954 |
| ---- | ---- | ---- | ---- | ---- | ---- | ---- | ---- | ---- |
| 156  | 137  | 127  | 115  | 107  | 112  | 110  | 89   | 91   |

| 1962 | 1968 | 1975 | 1982 | 1990 | 1999 | 2004 | 2009 | 2014 |
| ---- | ---- | ---- | ---- | ---- | ---- | ---- | ---- | ---- |
| 84   | 87   | 63   | 67   | 149  | 145  | 152  | 156  | 162  |

| 2018 | - | - | - | - | - | - | - | - |
| ---- | - | - | - | - | - | - | - | - |
| 149  | - | - | - | - | - | - | - | - |

### Cultes
L'église est aujourd'hui rattachée à la nouvelle paroisse Bienheureux Thomas Hélye de la Hague du doyenné de Cherbourg-Hague.

## Économie
L’usine de retraitement de la Hague est en partie sur le nord du territoire communal.

## Culture locale et patrimoine

### Lieux et monuments
- Port du Houguet, accroché au pied des falaises des Treize Vents. Il est avec Port Racine, le Hâble, Goury, un des quatre ports de la Hague. C'était un port très réputé pour la contrebande du tabac avec l'île d'Aurigny vers 1800-1850, comme en témoigne ce nom donné à l'espace sans écueils juste à la sortie du chenal « la mare aux marchands ».
- Église Saint-Michel du XVIIIe siècle avec petit clocher-mur en façade. La voûte de la nef, faite en bois, est en forme de navire renversé. Le chœur a été reconstruit en 1785.

L'édifice abrite une cloche dite Anne-Françoise qui provient de l'église d'Omonville-la-Petite et porte l'inscription de son baptême en 1733, classée au titre objet aux monuments historiques, des fonts baptismaux du XVIIe, un lavabo du XVe, les statues de saint Michel du XVIIe, saint Étienne du XVIIe, saint Martin du XVIIe, sainte Avoye du XVIIe, une Vierge à l'Enfant du XIXe.
- Croix de cimetière du XVIe siècle.
- Ancien presbytère du XVIIIe siècle.
- Deux lavoirs.
- Site des Treize-Vents, lac des Moulinets.
- Le Hague-Dick qui barrait toute la Hague, avait Herqueville pour extrémité ouest[20].

### Personnalités liées à la commune

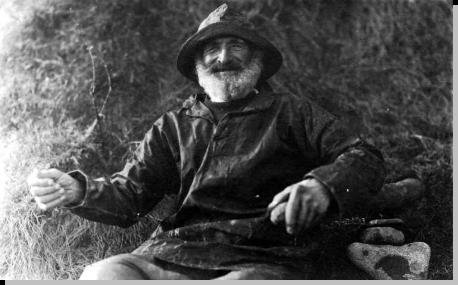
Le père Brumant.

- Rémi Mauger (né à Herqueville en 1958), journaliste à France 3 Normandie et réalisateur de Paul dans sa vie sur la vie d'un agriculteur à l'ancienne, Paul Bedel, habitant à Auderville, village voisin.
- Le père Brumant (1858-1943) : Le dundee Frédéric du port de Boulogne-sur-Mer, qui est parti de Portsmouth, doit livrer une cargaison de briquettes à Portrieux. Le 11 janvier 1903, pris dans une tempête, le dundee perd une partie de sa voilure. Le vent pousse le dundee dans l’anse Saint-Martin, juste en face de Port-Racine. Vers 11 h 30, l’équipage mouille deux ancres, mais une heure plus tard les câbles des ancres cassent et le dundee part à la dérive. Il finit par être drossé sur les rochers de la pointe du Nez et complètement détruit. Sur les trois hommes de l’équipage, seul le mousse sera sauvé grâce au courage d’un marin d'Herqueville, le père Brumant. Le père Brumant devra sa célébrité aux portraits de lui réalisés par le peintre Lucien Goubert, dont l'un fut utilisé lors de l'exposition coloniale de 1932 à Cherbourg et comme emblème du café du Vieux Pêcheur.